# 马吟吟
馬吟吟（英語：YinYin Ma，1988年8月25日—），中國大陸女歌手、演員，出生於雲南省昆明市，畢業於電子科技大學通信與信息工程學院，在《中國好聲音》第四季獲得庾澄慶組四強、全國總決賽第十一名。2018年與CORSAK胡夢周演唱單曲《溯Reverse》，在各大平台播放量破200億。2021年因出演《月光變奏曲》中顧白芷一角而被觀眾熟知。

## 生平經歷
馬吟吟在高考中獲得638分，大學就讀於成都電子科技大學通信與信息工程學院。
2011年，在成都華宇春秋錄音棚學習，同時也在音樂房子駐唱。
2012年，出國前往雪梨留學，在雪梨讀音樂本科。

## 音樂作品
| 年份   | 名稱                       | 備註                           |
| 2009   | 《一夢千尋》               | 首張個人音樂專輯               |
| 2011   | 《傳道者的生活，我的生活》 | 個人單曲                       |
| 2011   | 《在今天》                 | 個人單曲                       |
| 2015   | 《不走開》                 | 首支個人原創單曲               |
| 2015   | 《需要什麼道理嗎》         | 個人單曲                       |
| 2017   | 《吟吟》                   | 首張個人EP專輯                 |
| 2017   | 《救我》                   | 個人單曲                       |
| 2017   | 《往事》                   | 電視劇《逆襲之星途璀璨》插曲   |
| 2017   | 《微小的破綻》             | 電視劇《逆襲之星途璀璨》插曲   |
| 2018   | 《溯 Reverse》             | 與CORSAK共同演唱               |
| 2018   | 《説服》                   | 電視劇《萌妻食神》插曲         |
| 2018   | 《戲言》                   | 電視劇《萌妻食神》插曲         |
| 2018   | 《醉深情》                 | 電視劇《萌妻食神》插曲         |
| 2018   | 《隱匿的盛宴》             | 電視劇《萌妻食神》插曲         |
| 2018   | 《無名之愛》               | 電影《無名之輩》宣傳推廣曲     |
| 2019   | 《懂我的人》               | 網劇《八分鐘的温暖》主題曲     |
| 2019   | 《我只在乎你》             | 電影《在乎你》主題曲           |
| 2020年 | 《有夢好甜蜜》             | 動漫《我為歌狂之旋律重啟》配唱 |
| 2021年 | 《嵐 Evergreen》           | 與CORSAK共同演唱               |
| 2021年 | 《芯 Empty Bullets》       | 與CORSAK共同演唱               |
| 2022年 | 《浪漫失竊》               | story of an artist中文版翻唱   |
| 2023年 | 《暮 Passage》             | 與CORSAK共同演唱               |
| 2023年 | 《烈 Fire》                | 與CORSAK共同演唱               |

## 綜藝節目
| 年份 | 節目名稱                          | 身分                   |
| 2013 | 四川電視台《想唱你就來-星聲報到》 | 選手                   |
| 2014 | 2014全球華語音樂大賽              | 選手                   |
| 2015 | 浙江衞視《中國好聲音第四季》      | 選手                   |
| 2016 | 優酷《挑戰好聲音》                | 常駐嘉賓               |
| 2021 | 浙江衞視《為歌而贊》              | 愛樂歌手（7、8、12期） |
| 2022 | 浙江衞視《天賜的聲音第三季》      | 飛行音樂合夥人（5期）  |
| 2025 | 芒果TV《乘風2025》                | 選手                   |

## 影視作品

### 電影
| 年度   | 劇名                   | 角色   | 備註       |
| 2018年 | 《無名之輩》           | 肇紅霞 |            |
| 2023年 | 《沉默笔录》           |        | 2018年拍攝 |
| 2025年 | 《无名之辈：否极泰来》 | 优嘎   |            |

### 電視劇/網絡劇
| 年度   | 劇名                   | 角色         | 備註       |
| 2019年 | 《我在未來等你》       | 丁璫（成年） |            |
| 2021年 | 《刑警之海外行動》     | 蕭紅         |            |
| 2021年 | 《月光變奏曲》         | 顧白芷       |            |
| 2022年 | 《獵罪圖鑑》           | 陳秋雯       | 網絡劇     |
| 2022年 | 《妻子的選擇》         | 馬曉歐       |            |
| 2022年 | 《胆小鬼》             | 施圆         | 網絡劇     |
| 2023年 | 《问心》               | 蔷薇         |            |
| 2023年 | 《極速悖論》           | 陳墨菲       |            |
| 2023年 | 《左耳》               | 黎吧啦       | 2015年拍攝 |
| 2023年 | 《三大队》             | 林颖         |            |
| 2023年 | 《我知道我爱你》       | 丛珊         | 客串       |
| 2024年 | 《消失的大象》         | 袁媛         | 網絡劇     |
| 2025年 | 《黄雀》               | 姚心兰       | 網絡劇     |
| 待播   | 《超感迷宫》           |              | 網絡劇     |
| 待播   | 《法医秦明之龙番往事》 |              | 網絡劇     |
| 待播   | 《以你为名的夏天》     | 张苏瑾       | 網絡劇     |

### 舞台劇
| 年度   | 名稱     | 角色   |
| 2016年 | 《左耳》 | 黎吧啦 |